# Brantford Galaxy Soccer Club
El Brantford Galaxy Soccer Club es un club de fútbol canadiense de la ciudad de Brantford. Fue fundado en 2010 y juega en la Canadian Soccer League.

## Palmarés

### Torneos nacionales
- Canadian Soccer League (1): 2010

## Entrenadores
| Año           | Nombre           |
| ------------- | ---------------- |
| 2010–2011     | Lazo Džepina     |
| 2011          | Tomo Dančetović  |
| 2012          | Ron Davidson     |
| 2012-2016     | Tomo Dančetović  |
| 2017          | Saša Vuković     |
| 2017          | Aleksandar Pešić |
| 2018-presente | Milan Prpa       |

## Temporadas
| Año       | División       | Liga         | Temporada regular | Playoffs         |
| --------- | -------------- | ------------ | ----------------- | ---------------- |
| 2010      | First Division | CSL          | 7.º               | Campeón          |
| 2011      | First Division | CSL          | 9.º               | No calificó      |
| 2012      | First Division | CSL          | 13.º              | No calificó      |
| 2015      | First Division | CSL          | 11.º              | No calificó      |
| 2016      | First Division | CSL          | 7.º               | Cuartos de final |
| 2017      | First Division | CSL          | 5.º               | Cuartos de final |
| 2018      | First Division | CSL          | 8.º               | Cuartos de final |
| 2019      | First Division | CSL          | 10.º              | No calificó      |
| 2020-2021 | No participó   | No participó | No participó      | No participó     |